# 思案橋 (四日市市)
思案橋（しあんばし）は、三重県四日市市浜町および蔵町にある史跡。国道164号を挟んで両側の歩道に復元された橋が設置されている。古くは勧進橋とも呼ばれ、幅14間の水路を跨ぐ水門でもあり、水路は新丁不動寺前に至った
。
天正十年六月徳川家康は本能寺の変を避け泉州堺より浜松に向かう途上、ここより海路を進むか、陸路を進むか、を思案したとされる。結果、当地の廻船問屋の協力を得て、海路を採った。この伝承を元に、思案橋と呼ばれることとなった。家康は、この功を称えて、現在の四日市一帯を天領としたとされる。
都市計画による道路拡張などの結果、現在は川は流れていないものの、1987年に橋を模したモニュメントが復元設置された。